# Eastern Suburbs (Sydney)
 (janvier 2014).
Si vous disposez d'ouvrages ou d'articles de référence ou si vous connaissez des sites web de qualité traitant du thème abordé ici, merci de compléter l'article en donnant les références utiles à sa vérifiabilité et en les liant à la section « Notes et références ».
Les Eastern Suburbs, ou banlieues est, sont une région métropolitaine directement à l'est et au sud-est du centre d'affaires de Sydney dans l'État de Nouvelle-Galles du Sud en Australie. 

## Description
Il s'agit des banlieues situées dans les zones de gouvernement local de Woollahra, Waverley, Randwick et une partie de la ville de Sydney. Le Bureau australien des statistiques ne comprend que les LGA (Local Government Area) de Woollahra, Waverley et Randwick. Selon le recensement de 2006, la population de la région est de 230 757 habitants.
La banlieue est de Sydney s'étend de la péninsule de South Head à Watsons Bay, dans le nord de South Coogee dans le Sud.
Les régions du nord autour de la baie de Sydney incluent les banlieues de Vaucluse, Rose Bay, Darling Point, Dover Heights, Double Bay, Point Piper, Woollahra, Woolloomooloo, Watsons Bay, Potts Point, Rushcutters Bay, Elizabeth Bay et Bellevue Hill. Le paysage dans ces zones est caractérisé par des rues tortueuses, des grandes maisons, des plages, des ports et des villages.
Au sud de ces banlieues on trouve Bondi Junction, Bondi, Bronte, Tamarama, Queens Park, Waverley, Clovelly, Coogee et Randwick. Le paysage dans ces domaines est caractérisé par des maisons modestes et modernes, les plages de l'océan pacifique, et une sensation de « classe moyenne »  de banlieue traditionnelle.
Au Nord de Bondi Junction se trouvent les banlieues de centre-ville Centennial Park, Paddington, Surry Hills, Darlinghurst, Moore Park et la localité de  Kings Cross. Le paysage dans ces domaines est dominé par les arbres en surplomb, maisons rénovées de terrasse, cafés et pubs et bars modernisés.

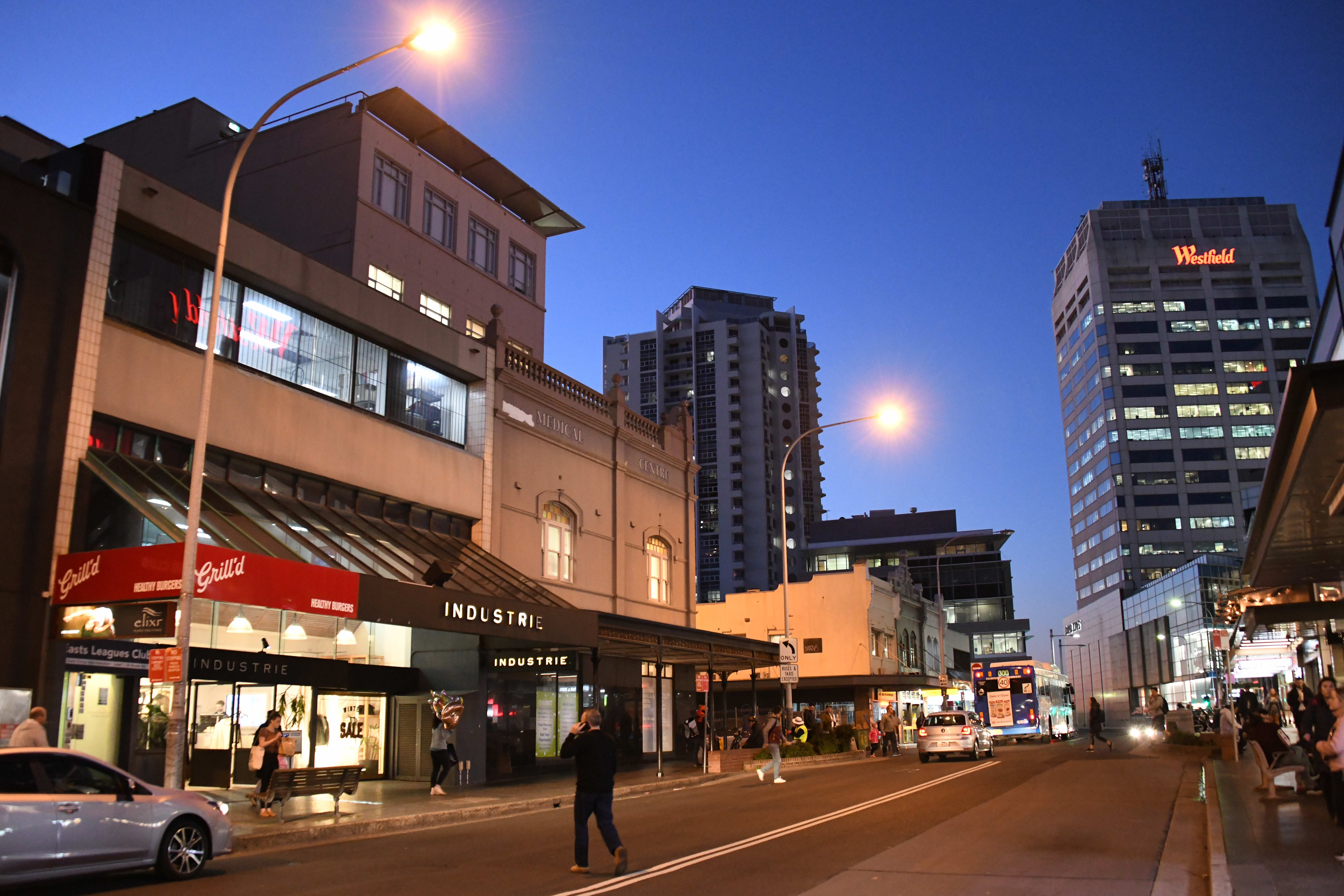
Bondi Junction.

Plus au sud, la région est également connue comme South-East Sydney. Elle comprend des banlieues de Maroubra, Matravill, Kingsford, Malabar, Little Bay et La Pérouse. Cette zone se sent comme une banlieue extérieure en raison de son éloignement géographique du CBD de Sydney, et est une zone séparée. Il n'y a pas de chevauchement entre les régions. La frontière entre les quartiers est et les banlieues du sud-est est généralement considéré comme les rues Rainbow, Randwick, et Anzac Parade.
Les plus grandes zones commerciales dans la banlieue Est se trouvent à Bondi Junction, North Randwick, Maroubra et Double Bay. Les Eastern Suburbs abrite quelques-uns des plus célèbres plages de Sydney telles que Bondi Beach, Bronte Beach, et Coogee Beach. L'université de Nouvelle-Galles du Sud est l'un des leaders des universités australiennes situées à Kensington.
L'équipe sportif majeur que représente l'ensemble des Eastern Suburbs de Sydney, dans la compétition sportive à l'échelle nationale connu sous le nom de la National Rugby League sont les Sydney Roosters (anciennement Eastern Suburbs Roosters). Le coq (rooster en anglais) est officiellement connu par leur nom de la société, et enregistré comme Eastern Suburbs District Rugby League Football Club. Ainsi, l'équipe représente tout l'est de Sydney.
Une partie de la banlieue pourrait être submergée d'ici 2100 par l'élévation du niveau de la mer.

## Galerie

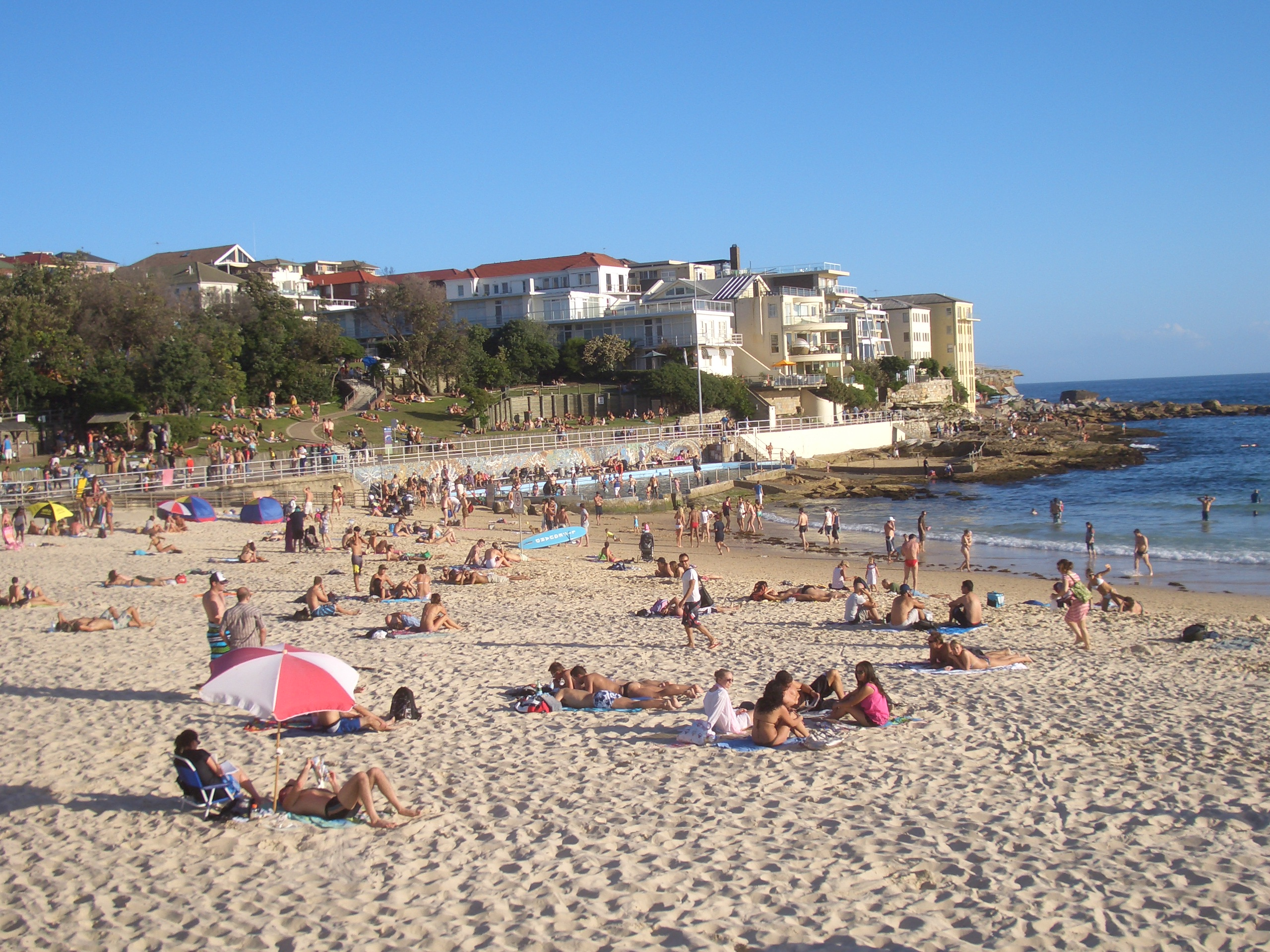
North Bondi Beach.
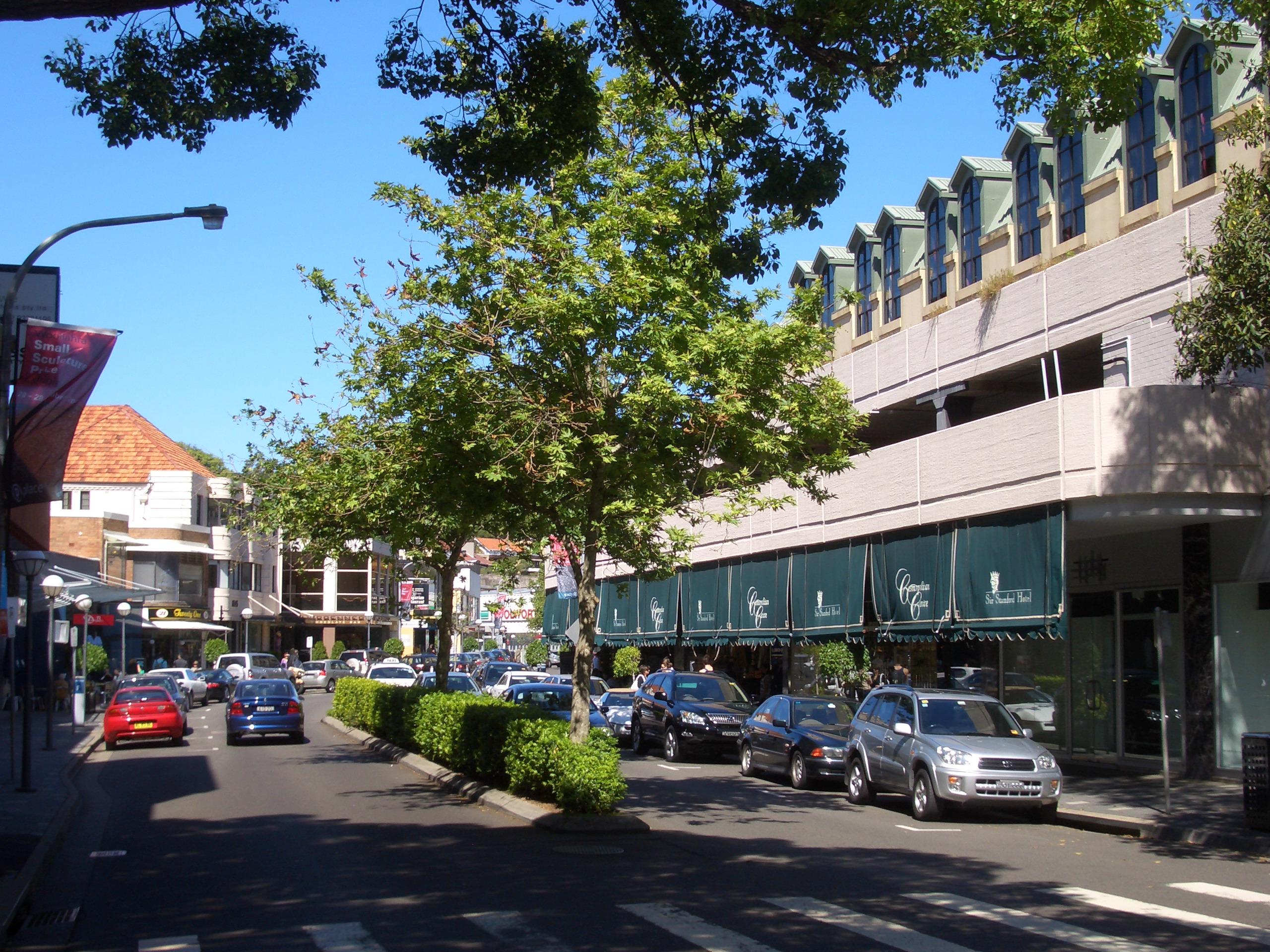
Knox Street, Double Bay.
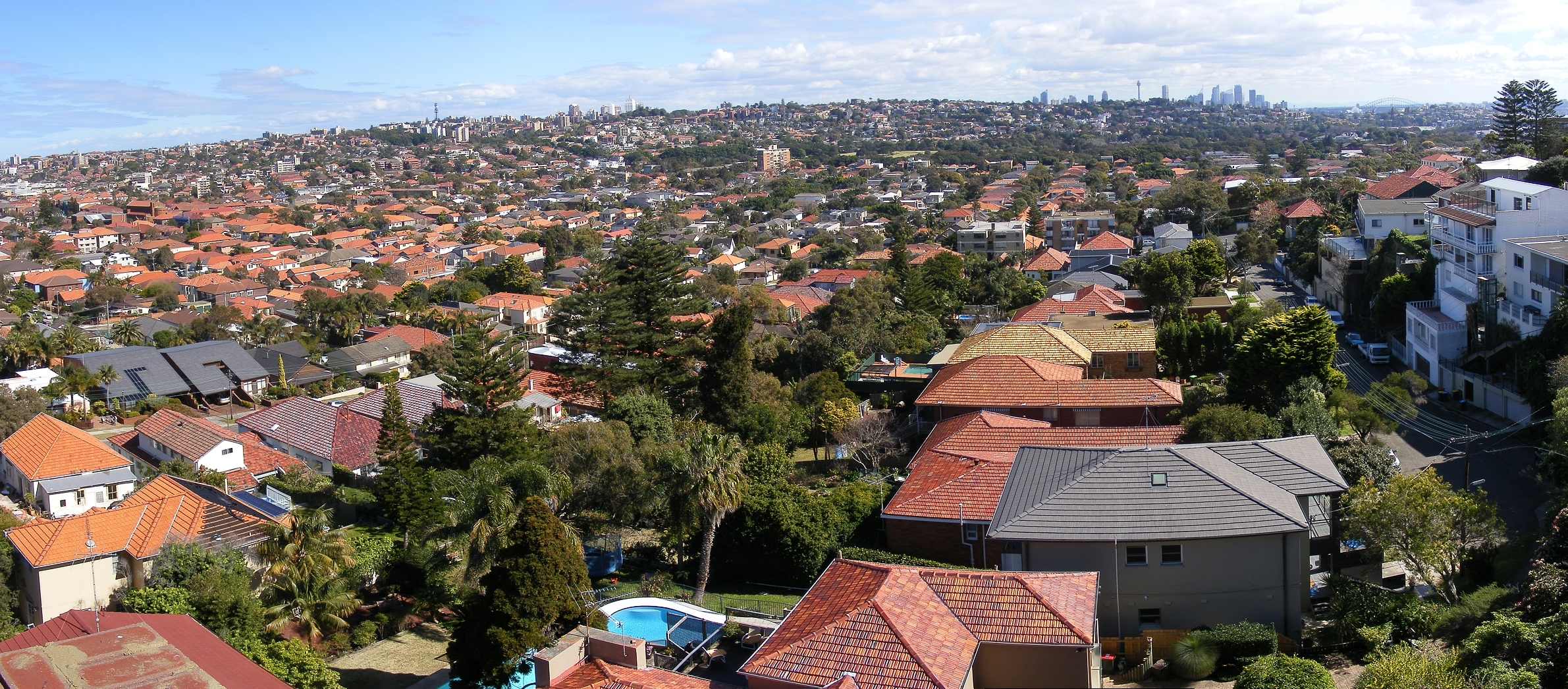
Dover Heights.
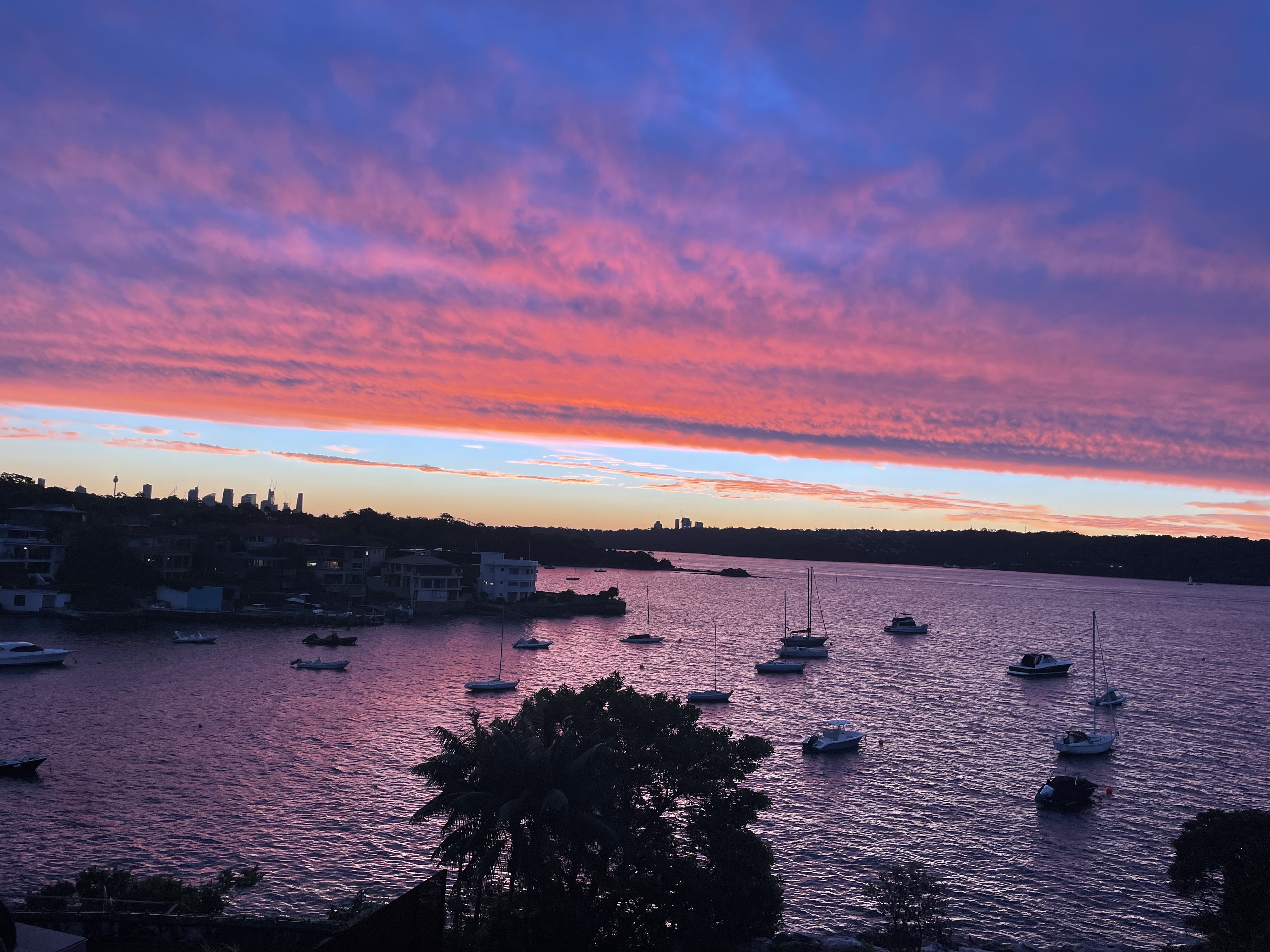
Coucher de soleil sur Parsley Bay.
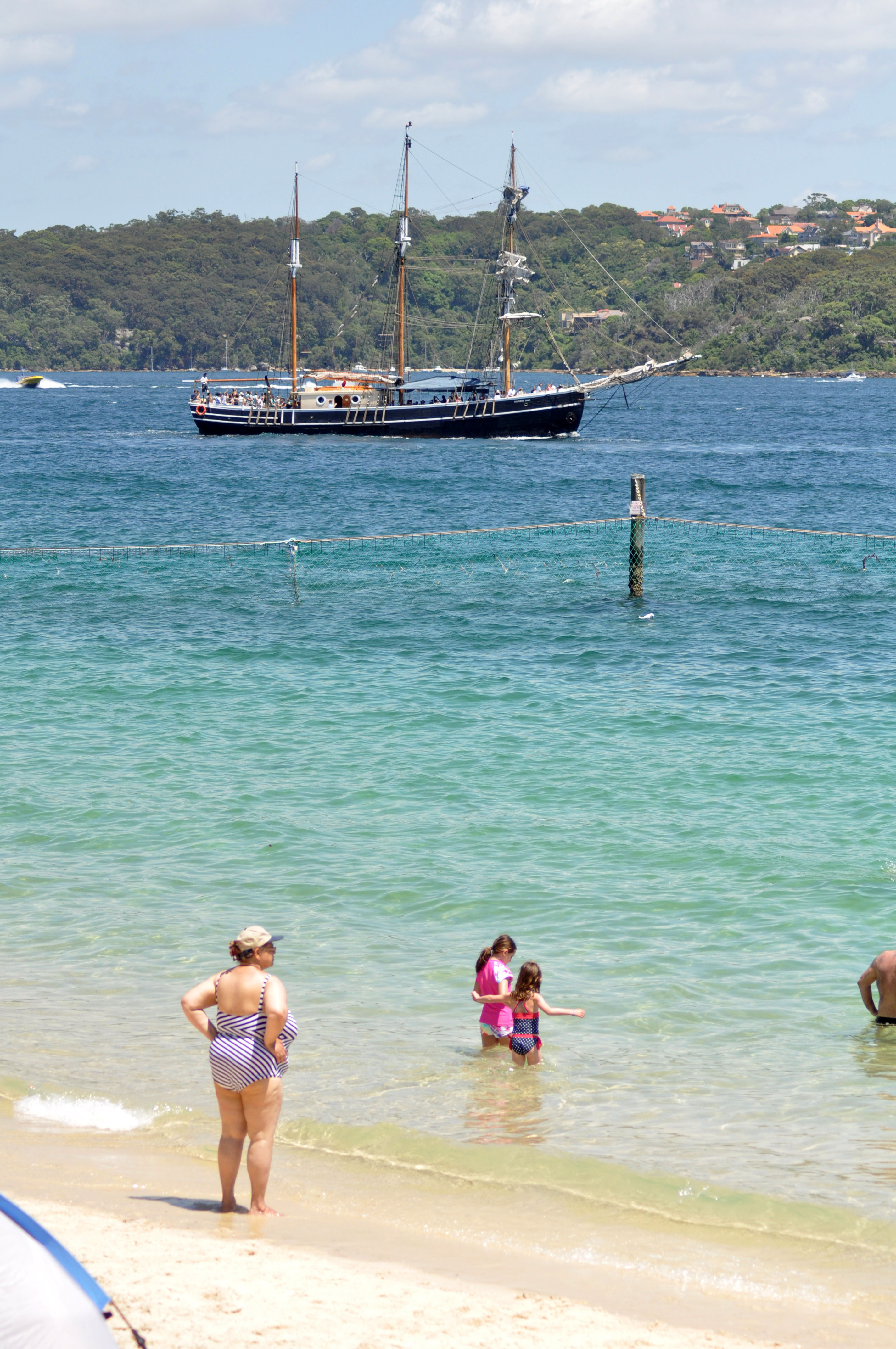
Shark Beach.
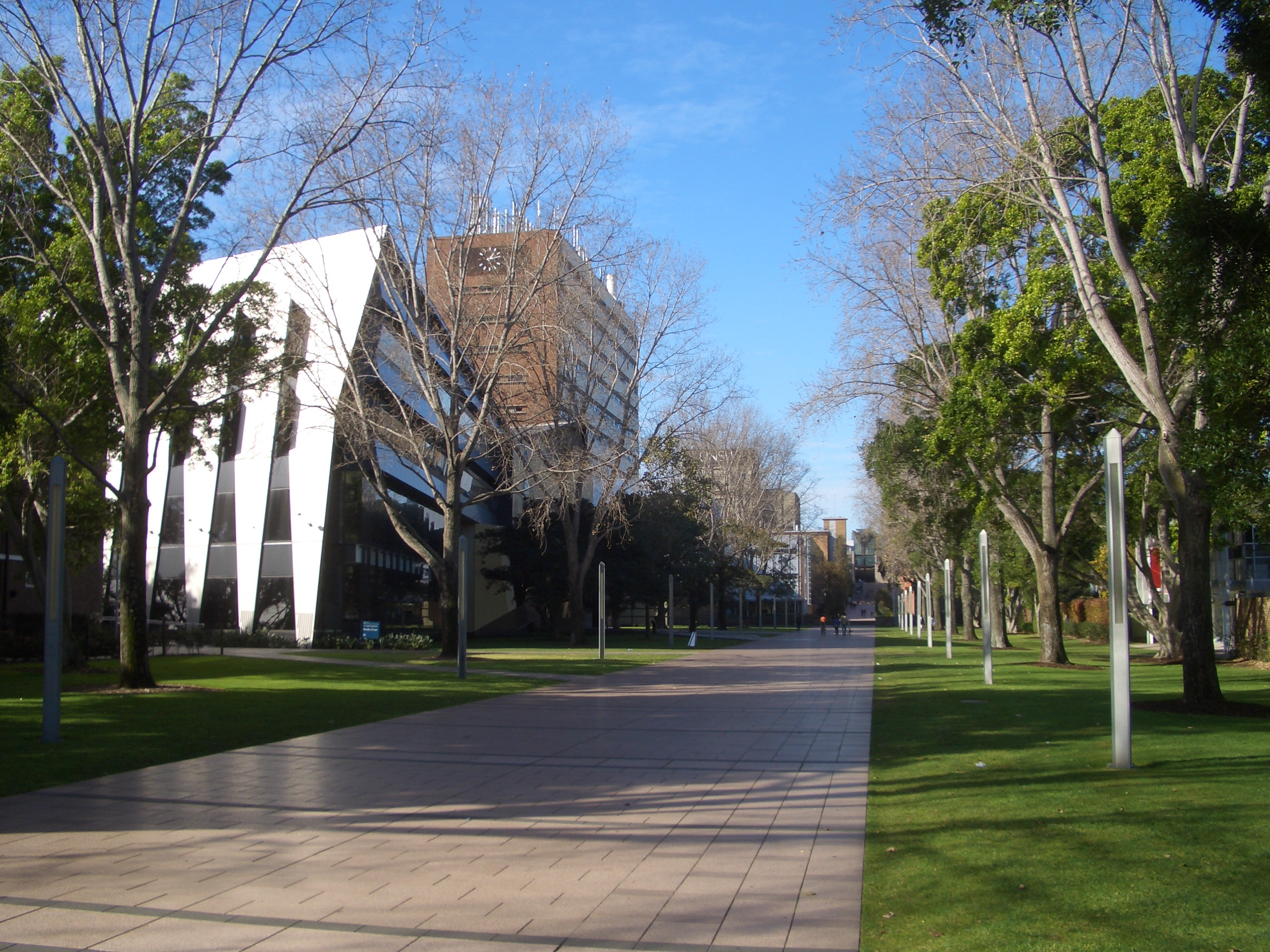
Campus de l'université de Nouvelle-Galles du Sud à Kensington.
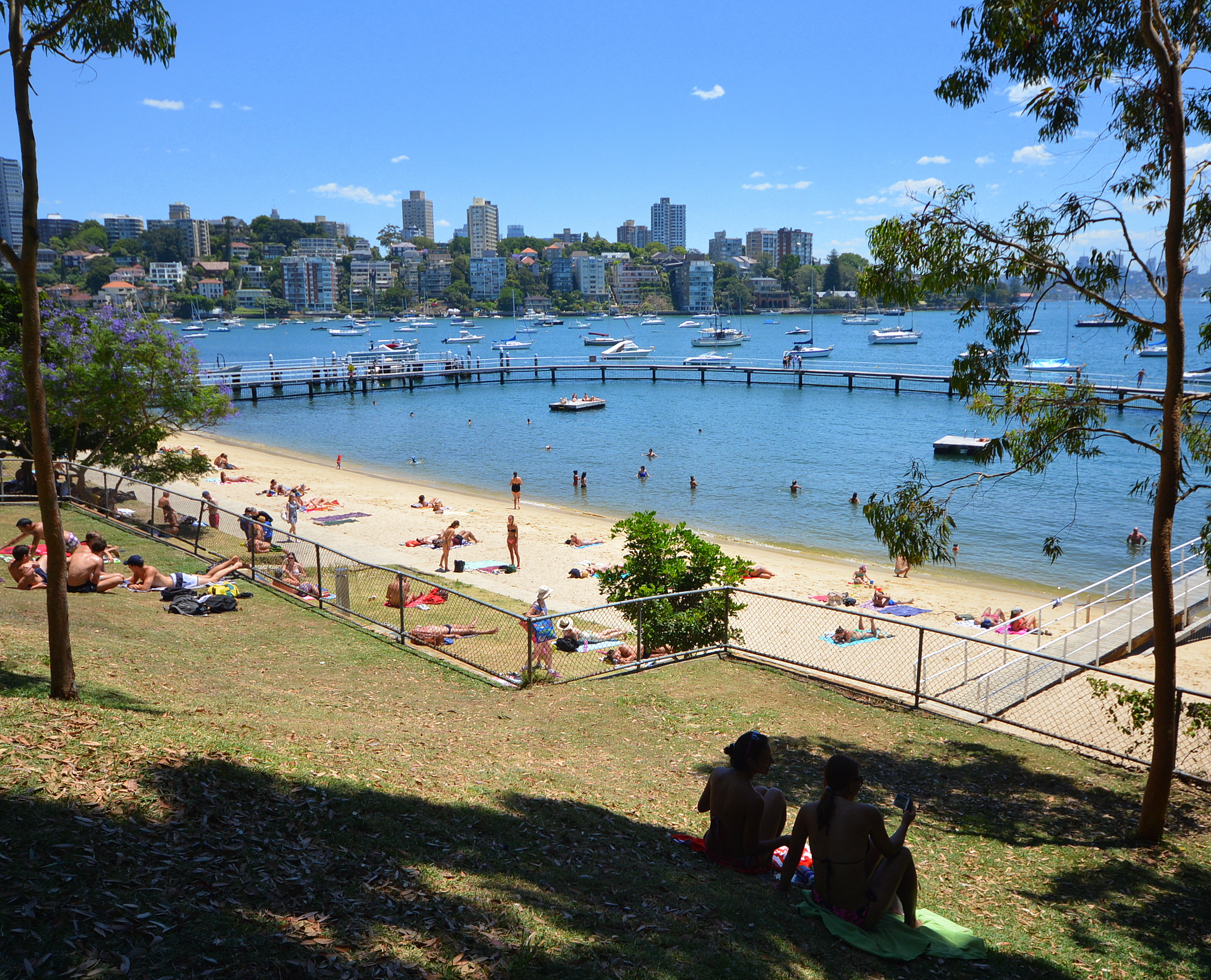
Redleaf Beach.